# Accidente del Lindstrand LBL 600C de 2012
El accidente del Lindstrand LBL 600C de 2012 tuvo lugar el jueves 23 de agosto de dicho año en el momento que un globo aerostático tipo Lindstrand LBL 600C que realizaba un vuelo turístico se estrelló chocando contra unos árboles durante una tormenta sobre los pantanos de Liubliana, Eslovenia. Posterior al impacto, se desató un incendio que mató a 6 de las 32 personas a bordo.

## Sucesos
A las 04:54:18 a. m. UTC, el piloto del globo aerostático despegó con 31 pasajeros en la canasta. Después del despegue, el globo comenzó a moverse hacia el sur, llevado por vientos con velocidad respecto al suelo de menos de 20 km/h, que es un viento ligero del norte. Después de las 05:28:36 a. m. UTC, el globo alcanzó su mayor altitud del día de 1.371 metros sobre el nivel medio del mar (AMSL), seguido de un rápido descenso. A las 05:45:56 a. m. UTC, el globo comenzó su ascenso final, alcanzando los 956 metros AMSL a las 05:48:59 a. m. UTC. Durante el ascenso final, la velocidad del viento aumentó significativamente, superando los 40 km/h por primera vez. Durante el descenso después del ascenso final, la dirección del viento cambió de norte a noroeste, seguido de una fase del rápido descenso del globo, hasta el suelo. La velocidad media del descenso del globo desde las 05:49:16 a. m. UTC hasta las 05:52:05 a. m. UTC, cuando el globo golpeó el suelo por primera vez, fue de 3,7 m/s. La velocidad promedio del globo en este punto era de 48 km/h. La mayor velocidad sobre el suelo en este punto se registró a las 05:51:17 a. m. UTC, 180 metros sobre el suelo y alcanzó los 63 km/h. Se midieron velocidades sobre el suelo de más de 50 km/h desde una altura de 661 metros AMSL o 374 AGL (sobre el nivel del suelo) hasta el primer contacto con el suelo, que ocurrió a las 05:52:05 a. m. UTC, 320 metros al oeste de la carretera principal de Liubliana. La velocidad medida de la canasta del globo fue de 43 km/h. A partir de los parámetros de vuelo registrados, se midió que la canasta del globo se arrastró por el suelo durante 27 segundos, un total de 240 metros hasta las 05:52:32 a. m. UTC, a una velocidad promedio de 32 km/h, lo que lleva a la conclusión que la velocidad del viento que lo empujaba era significativamente mayor. Posteriormente, el globo volvió a elevarse, voló sobre la carretera principal y estuvo en el aire durante los siguientes 43 segundos. El globo alcanzó la altitud más alta medida de 41 metros AGL hasta las 05:53:15 a. m. UTC, su canasta volvió a golpear el suelo. En este punto, la velocidad más alta registrada fue de 42 km/h. La segunda colisión de la canasta con el suelo se produjo a 340 metros al este de la carretera principal, a una velocidad sobre el suelo registrada de 37 km/h. Después de la segunda colisión, la canasta golpeó las copas de los árboles. En esta colisión, las tuberías del equipo de gas en la canasta del globo se dañaron y el gas comenzaron a gotear. El globo finalmente se detuvo a las 05:53:25 a. m. UTC, y posteriormente se produjo un incendio.

## Investigación y causas
Después de dos años y dos meses de investigación, se concluyó que la causa más probable del accidente fue que una técnica inadecuada utilizada en la operación del globo tipo LBL 600C en la fase de aterrizaje, algo que no iba con aquella aeronave aerostática.
Factores contribuyentes:
- Falta de consideración de las regulaciones de aviación válidas para volar con globos aerostáticos en la República de Eslovenia
- Planificación meteorológica insuficiente para el vuelo
- Falta de consideración de las condiciones meteorológicas actuales en el momento del vuelo.

Causas del incendio:
- Error del piloto al no cerrar la apertura de las válvulas de cierre de los tanques del combustible
- Impacto con la copa del árbol, daños en el aparejo de gas y consecuentemente la fuga de gas de los tanques abiertos.[4]